# Kanton Thouarcé
Thouarcé is een voormalig kanton van het Franse departement Maine-et-Loire. Het kanton maakte deel uit van het arrondissement Angers. Het werd opgeheven bij decreet van 26 februari 2014 met uitwerking op  22 maart 2015.

## Gemeenten
Het kanton Thouarcé omvatte de volgende gemeenten:
- Les Alleuds
- Beaulieu-sur-Layon
- Brissac-Quincé
- Champ-sur-Layon
- Chanzeaux
- Charcé-Saint-Ellier-sur-Aubance
- Chavagnes
- Faveraye-Mâchelles
- Faye-d'Anjou
- Luigné
- Notre-Dame-d'Allençon
- Rablay-sur-Layon
- Saint-Lambert-du-Lattay
- Saulgé-l'Hôpital
- Thouarcé (hoofdplaats)
- Valanjou
- Vauchrétien